# Aachener Turn- und Sportverein Alemannia 1900 1999-2000
Questa voce raccoglie le informazioni riguardanti l'Aachener Turn- und Sportverein Alemannia 1900 nelle competizioni ufficiali della stagione 1999-2000.

## Stagione
Nella stagione 1999-2000 l'Alemannia, allenato da Eugen Hach, concluse il campionato di 2. Bundesliga all'8º posto. In Coppa di Germania l'Alemannia fu eliminato al primo turno dal Plauen.

## Rosa
| N. |                        | Ruolo | Calciatore         |
| -- | ---------------------- | ----- | ------------------ |
| 1  | Germania (bandiera)    | P     | Christian Schmidt  |
| 2  | Albania (bandiera)     | D     | Çlirim Bashi       |
| 3  | Paesi Bassi (bandiera) | D     | Bart Meulenberg    |
| 4  | Germania (bandiera)    | D     | Michael Zimmermann |
| 5  | Germania (bandiera)    | D     | Frank Schmidt      |
| 6  | Germania (bandiera)    | D     | Willi Landgraf     |
| 7  | Austria (bandiera)     | C     | Dietmar Berchtold  |
| 9  | Guinea (bandiera)      | A     | Taifour Diane      |
| 10 | Paesi Bassi (bandiera) | C     | Erwin Vanderbroeck |
| 11 | Germania (bandiera)    | C     | Markus von Ahlen   |
| 12 | Germania (bandiera)    | D     | Ingo Menzel        |
| 13 | Camerun (bandiera)     | C     | Thierry Bayock     |
| 15 | Brasile (bandiera)     | A     | Luciano Emílio     |
| 16 | Germania (bandiera)    | A     | Stephan Lämmermann |

| N. |                               | Ruolo | Calciatore          |
| -- | ----------------------------- | ----- | ------------------- |
| 17 | Germania (bandiera)           | C     | Lars Müller         |
| 18 | Paesi Bassi (bandiera)        | D     | Henri Heeren        |
| 19 | Belgio (bandiera)             | D     | Bernd Rauw          |
| 20 | Cina (bandiera)               | A     | Xie Hui             |
| 21 | Germania (bandiera)           | P     | André Lenz          |
| 23 | Turchia (bandiera)            | D     | Rasim Suksur        |
| 25 | Germania (bandiera)           | A     | Sascha Koch         |
| 26 | Germania (bandiera)           | D     | David Marso         |
| 27 | Siria (bandiera)              | A     | Waffi Douaydari     |
| 28 | Guinea Equatoriale (bandiera) | C     | Ben Manga           |
| 31 | Turchia (bandiera)            | C     | Uğur İnceman        |
| 33 | Ghana (bandiera)              | A     | Frederick Commodore |
| 34 | Germania (bandiera)           | A     | Holger Dannhöfer    |
| 35 | Slovenia (bandiera)           | C     | Adem Kapič          |

## Organigramma societario
Area tecnica
- Allenatore: Eugen Hach, André Winkhold
- Allenatore in seconda: André Winkhold
- Preparatore dei portieri: Johannes Kau
- Preparatori atletici:

## Calciomercato

### Sessione estiva
| Acquisti | Acquisti            | Acquisti         | Acquisti |
| R.       | Nome                | da               | Modalità |
| -------- | ------------------- | ---------------- | -------- |
| C        | Dietmar Berchtold   | Apollōn Smyrnīs  |          |
| A        | Frederick Commodore | VfR Mannheim     |          |
| A        | Taifour Diane       | Saarbrücken      |          |
| A        | Waffi Douaydari     | Waldhof Mannheim |          |
| A        | Sascha Koch         | Waldhof Mannheim |          |
| D        | Willi Landgraf      | Gütersloh        |          |
| A        | Luciano Emílio      | Colonia          |          |
| D        | Ingo Menzel         | Wuppertal        |          |
| C        | Lars Müller         | Uerdingen 05     |          |
| C        | Markus von Ahlen    | Uerdingen 05     |          |
| C        | Sascha Walbröhl     | Wuppertal        |          |

| Cessioni | Cessioni        | Cessioni           | Cessioni |
| R.       | Nome            | a                  | Modalità |
| -------- | --------------- | ------------------ | -------- |
| A        | Wolfram Klein   | Fortuna Düsseldorf |          |
| D        | Luc Beffort     | Salmrohr           |          |
| C        | Andreas Bluhm   | Augusta            |          |
| C        | Dennis Ibrahim  | Fortuna Colonia    |          |
| A        | Mario Krohm     | LR Ahlen           |          |
| C        | Thomas Lasser   | FSV Francoforte    |          |
| D        | Stéphane Molnar | Diest              |          |

### Sessione invernale
| Acquisti | Acquisti       | Acquisti                | Acquisti |
| R.       | Nome           | da                      | Modalità |
| -------- | -------------- | ----------------------- | -------- |
| C        | Thierry Bayock | Alemannia Aquisgrana II |          |
| C        | Adem Kapič     | Gorica                  |          |

| Cessioni | Cessioni | Cessioni | Cessioni |
| R.       | Nome     | a        | Modalità |
| -------- | -------- | -------- | -------- |

## Risultati

### 2. Bundesliga

#### Girone di andata
| Arbitro: | Albrecht |

|                                                   |           |           |
| Berchtold 37’ Lämmermann 50’ Diane 75’ Heeren 87’ | Marcatori | 44’ Marić |

| Arbitro: | Koop |

|                                                                     |           |  |
| Heeren 12’ (aut.) Peschel 48’ Buckley 60’ Bałuszyński 71’ Weber 76’ | Marcatori |  |

| Arbitro: | Wezel |

|                                  |           |                              |
| Schmidt 52’ (rig.) von Ahlen 88’ | Marcatori | 60’ (rig.), 83’ (rig.) Ćirić |

| Arbitro: | Weiner |

|             |           |                              |
| Polster 18’ | Marcatori | 16’ (rig.) Schmidt 41’ Diane |

| Arbitro: | Haupt |

|                                     |           |             |
| Schmidt 67’ (rig.) Vanderbroeck 88’ | Marcatori | 15’ Pasieka |

| Arbitro: | Werthmann |

|                     |           |                      |
| Landgraf 72’ (aut.) | Marcatori | 49’ Diane 77’ Emílio |

| Arbitro: | Schößling |

|             |           |             |
| Schmidt 82’ | Marcatori | 65’ Spanier |

| Arbitro: | Hilmes |

|                                                    |           |                         |
| Demandt 11’ Policella 54’ Klopp 72’ Kostadinov 90’ | Marcatori | 13’ Berchtold 47’ Diane |

| Arbitro: | Fröhlich |

|                              |           |            |
| Berchtold 32’, 52’ Diane 60’ | Marcatori | 78’ Hobsch |

| Arbitro: | Anklam |

|                            |           |                             |
| Skela 45’ (rig.) Weber 87’ | Marcatori | 15’ Lämmermann 35’ Landgraf |

| Arbitro: | Kircher |

|                    |           |                               |
| Schmidt 36’ (rig.) | Marcatori | 60’ (aut.) Menzel 86’ Morinas |

| Karlsruhe 21 novembre 1999, ore 15:00 CET 12ª giornata | Karlsruhe   | 0 – 0 referto | Alemannia Aquisgrana | Wildparkstadion (10 500 spett.)\| Arbitro: \| Blumenstein \| |
| Arbitro:                                               | Blumenstein |               |                      |                                                              |

| Arbitro: | Gagelmann |

|                                                |           |                |
| Latoundji 8’ Bittencourt 12’, 65’ Heidrich 17’ | Marcatori | 60’ Lämmermann |

| Arbitro: | Kammerer |

|                                   |           |             |
| Lämmermann 38’, 41’ Berchtold 72’ | Marcatori | 58’ Klasnić |

| Arbitro: | Sippel |

|                                          |           |  |
| Cichon 27’ Kurth 32’ Timm 58’ Donkov 76’ | Marcatori |  |

| Aquisgrana 15 dicembre 1999, ore 19:00 CET 16ª giornata | Alemannia Aquisgrana | 0 – 0 referto | RW Oberhausen | Stadio Tivoli (13 800 spett.)\| Arbitro: \| Lange \| |
| Arbitro:                                                | Lange                |               |               |                                                      |

| Arbitro: | Schößling |

|                |           |                     |
| Meichelbeck 9’ | Marcatori | 37’ (aut.) Sbordone |

#### Girone di ritorno
| Arbitro: | Weber |

|           |           |                     |
| Marić 89’ | Marcatori | 72’ Xie 76’ Schmidt |

| Arbitro: | Schmidt |

|  |           |             |
|  | Marcatori | 90’ Peschel |

| Arbitro: | Kammerer |

|           |           |                               |
| Ćirić 28’ | Marcatori | 68’ Xie 76’ (rig.) Lämmermann |

| Arbitro: | Hufgard |

|           |           |              |
| Diane 17’ | Marcatori | 83’ Ketelaer |

| Arbitro: | Hauer |

|                   |           |         |
| Vincze 45’ (rig.) | Marcatori | 75’ Xie |

| Arbitro: | Gagelmann |

|                       |           |            |
| Müller 24’ Heeren 89’ | Marcatori | 1’ Vlădoiu |

| Colonia; 26 marzo 2000, ore 15:00 CET 24ª giornata | Fortuna Colonia | 0 – 0 referto | Alemannia Aquisgrana | Südstadion (10 000 spett.)\| Arbitro: \| Haupt \| |
| Arbitro:                                           | Haupt           |               |                      |                                                   |

| Arbitro: | Weber |

|             |           |  |
| İnceman 85’ | Marcatori |  |

| Arbitro: | Wagner |

|                            |           |            |
| Beliakov 11’, 61’ Nikl 25’ | Marcatori | 36’ Heeren |

| Arbitro: | Sippel |

|  |           |                  |
|  | Marcatori | 51’ (rig.) Skela |

| Arbitro: | Gettke |

|                                        |           |            |
| Kobylański 41’ (rig.), 68’ Morinas 90’ | Marcatori | 12’ Heeren |

| Arbitro: | Kemmling |

|                                                    |           |          |
| Diane 42’, 80’ Lämmermann 68’ Berchtold 76’ (rig.) | Marcatori | 5’ Krieg |

| Arbitro: | Fandel |

|                  |           |  |
| Vanderbroeck 84’ | Marcatori |  |

| Arbitro: | Stark |

|                       |           |           |
| Klasnić 72’ Marin 78’ | Marcatori | 12’ Kapič |

| Arbitro: | Jansen |

|         |           |                     |
| Xie 76’ | Marcatori | 2’ Voigt 33’ Scherz |

| Arbitro: | Wezel |

|                            |           |  |
| Ciucă 7’ Obad 51’ Vier 77’ | Marcatori |  |

| Arbitro: | Fröhlich |

|                          |           |                         |
| Lämmermann 37’ Diane 61’ | Marcatori | 56’ Reichel 77’ Lamptey |

### Coppa di Germania
| Arbitro: | Sippel |

|          |           |  |
| Weiß 20’ | Marcatori |  |

## Statistiche

### Statistiche di squadra
| Competizione      | Punti | In casa | In casa | In casa | In casa | In casa | In casa | In trasferta | In trasferta | In trasferta | In trasferta | In trasferta | In trasferta | Totale | Totale | Totale | Totale | Totale | Totale | DR |
| Competizione      | Punti | G       | V       | N       | P       | Gf      | Gs      | G            | V            | N            | P            | Gf           | Gs           | G      | V      | N      | P      | Gf     | Gs     | DR |
| ----------------- | ----- | ------- | ------- | ------- | ------- | ------- | ------- | ------------ | ------------ | ------------ | ------------ | ------------ | ------------ | ------ | ------ | ------ | ------ | ------ | ------ | -- |
| 2. Bundesliga     | 46    | 17      | 8       | 5       | 4       | 28      | 18      | 17           | 4            | 5            | 8            | 18           | 36           | 34     | 12     | 10     | 12     | 46     | 54     | -8 |
| Coppa di Germania | -     | 0       | 0       | 0       | 0       | 0       | 0       | 1            | 0            | 0            | 1            | 0            | 1            | 1      | 0      | 0      | 1      | 0      | 1      | -1 |
| Totale            | 46    | 17      | 8       | 5       | 4       | 28      | 18      | 18           | 4            | 5            | 9            | 18           | 37           | 35     | 12     | 10     | 13     | 46     | 55     | -9 |

### Andamento in campionato
| Giornata  | 1 | 2 | 3  | 4 | 5 | 6 | 7 | 8 | 9 | 10 | 11 | 12 | 13 | 14 | 15 | 16 | 17 | 18 | 19 | 20 | 21 | 22 | 23 | 24 | 25 | 26 | 27 | 28 | 29 | 30 | 31 | 32 | 33 | 34 |
| --------- | - | - | -- | - | - | - | - | - | - | -- | -- | -- | -- | -- | -- | -- | -- | -- | -- | -- | -- | -- | -- | -- | -- | -- | -- | -- | -- | -- | -- | -- | -- | -- |
| Luogo     | C | T | C  | T | C | T | C | T | C | T  | C  | T  | T  | C  | T  | C  | T  | T  | C  | T  | C  | T  | C  | T  | C  | T  | C  | T  | C  | C  | T  | C  | T  | C  |
| Risultato | V | P | N  | V | V | V | N | P | V | N  | P  | N  | P  | V  | P  | N  | N  | V  | P  | V  | N  | N  | V  | N  | V  | P  | P  | P  | V  | V  | P  | P  | P  | N  |
| Posizione | 1 | 9 | 11 | 8 | 5 | 2 | 3 | 6 | 4 | 4  | 5  | 5  | 6  | 5  | 7  | 7  | 7  | 5  | 8  | 6  | 7  | 7  | 5  | 7  | 6  | 6  | 6  | 8  | 7  | 6  | 6  | 7  | 8  | 8  |

Legenda:

Luogo: C = Casa; T = Trasferta. Risultato: V = Vittoria; N = Pareggio; P = Sconfitta.

### Statistiche dei giocatori
| Giocatore       | 2. Bundesliga | 2. Bundesliga | 2. Bundesliga | 2. Bundesliga | Coppa di Germania | Coppa di Germania | Coppa di Germania | Coppa di Germania | Totale   | Totale | Totale      | Totale     |
| Giocatore       | Presenze      | Reti          | Ammonizioni   | Espulsioni    | Presenze          | Reti              | Ammonizioni       | Espulsioni        | Presenze | Reti   | Ammonizioni | Espulsioni |
| --------------- | ------------- | ------------- | ------------- | ------------- | ----------------- | ----------------- | ----------------- | ----------------- | -------- | ------ | ----------- | ---------- |
| C. Bashi        | 30            | 0             | 9             | 1             | 1                 | 0                 | 0                 | 0                 | 31       | 0      | 9           | 1          |
| T. Bayock       | 8             | 0             | 2             | 0             | 0                 | 0                 | 0                 | 0                 | 8        | 0      | 2           | 0          |
| D. Berchtold    | 28            | 6             | 5             | 0             | 1                 | 0                 | 0                 | 0                 | 29       | 6      | 5           | 0          |
| F. Commodore    | 8             | 0             | 2             | 0             | 0                 | 0                 | 0                 | 0                 | 8        | 0      | 2           | 0          |
| H. Dannhöfer    | 1             | 0             | 0             | 0             | 0                 | 0                 | 0                 | 0                 | 1        | 0      | 0           | 0          |
| T. Diane        | 34            | 9             | 2             | 0             | 1                 | 0                 | 0                 | 0                 | 35       | 9      | 2           | 0          |
| W. Douaydari    | 4             | 0             | 0             | 0             | 0                 | 0                 | 0                 | 0                 | 4        | 0      | 0           | 0          |
| L. Emílio       | 24            | 1             | 5             | 0             | 1                 | 0                 | 0                 | 0                 | 25       | 1      | 5           | 0          |
| H. Heeren       | 30            | 4             | 7             | 0             | 1                 | 0                 | 0                 | 0                 | 31       | 4      | 7           | 0          |
| A. Kapič        | 14            | 1             | 4             | 0             | 0                 | 0                 | 0                 | 0                 | 14       | 1      | 4           | 0          |
| M. Keller       | 5             | 0             | 0             | 0             | 0                 | 0                 | 0                 | 0                 | 5        | 0      | 0           | 0          |
| W. Klein        | 7             | 0             | 1             | 0             | 1                 | 0                 | 0                 | 0                 | 8        | 0      | 1           | 0          |
| S. Koch         | 1             | 0             | 0             | 0             | 0                 | 0                 | 0                 | 0                 | 1        | 0      | 0           | 0          |
| W. Landgraf     | 30            | 1             | 11            | 2             | 1                 | 0                 | 0                 | 0                 | 31       | 1      | 11          | 2          |
| A. Lenz         | 29            | 0             | 1             | 0             | 1                 | 0                 | 0                 | 0                 | 30       | 0      | 1           | 0          |
| S. Lämmermann   | 32            | 8             | 1             | 1             | 1                 | 0                 | 0                 | 0                 | 33       | 8      | 1           | 1          |
| B. Manga        | 1             | 0             | 0             | 0             | 0                 | 0                 | 0                 | 0                 | 1        | 0      | 0           | 0          |
| D. Marso        | 7             | 0             | 2             | 0             | 0                 | 0                 | 0                 | 0                 | 7        | 0      | 2           | 0          |
| I. Menzel       | 14            | 0             | 2             | 2             | 0                 | 0                 | 0                 | 0                 | 14       | 0      | 2           | 2          |
| B. Meulenberg   | 8             | 0             | 1             | 0             | 1                 | 0                 | 0                 | 0                 | 9        | 0      | 1           | 0          |
| L. Müller       | 19            | 1             | 1             | 0             | 0                 | 0                 | 0                 | 0                 | 19       | 1      | 1           | 0          |
| B. Rauw         | 21            | 0             | 6             | 0             | 0                 | 0                 | 0                 | 0                 | 21       | 0      | 6           | 0          |
| C. Schmidt      | 5             | 0             | 0             | 0             | 0                 | 0                 | 0                 | 0                 | 5        | 0      | 0           | 0          |
| F. Schmidt      | 19            | 6             | 6             | 0             | 1                 | 0                 | 0                 | 0                 | 20       | 6      | 6           | 0          |
| E. Vanderbroeck | 19            | 2             | 4             | 0             | 1                 | 0                 | 0                 | 0                 | 20       | 2      | 4           | 0          |
| S. Walbröhl     | 2             | 0             | 0             | 0             | 0                 | 0                 | 0                 | 0                 | 2        | 0      | 0           | 0          |
| H. Xie          | 13            | 4             | 0             | 0             | 0                 | 0                 | 0                 | 0                 | 13       | 4      | 0           | 0          |
| M. Zimmermann   | 8             | 0             | 2             | 0             | 1                 | 0                 | 0                 | 0                 | 9        | 0      | 2           | 0          |
| M. von Ahlen    | 26            | 1             | 6             | 0             | 1                 | 0                 | 0                 | 0                 | 27       | 1      | 6           | 0          |
| U. İnceman      | 23            | 1             | 5             | 0             | 0                 | 0                 | 0                 | 0                 | 23       | 1      | 5           | 0          |